# Grand Casablanca
Grand Casablanca (arabisch جهة الدار البيضاء الكبرى, Zentralatlas-Tamazight ⵜⴰⵎⵏⴰⴹⵜ ⵜⴰⵎⵇⵇⵕⴰⵏⵜ ⵏ ⴰⵏⴼⴰ ‚Groß-Casablanca‘) war bis zur Verwaltungsreform von 2015 eine der 16 Regionen Marokkos und lag im Nordwesten des Königreichs. Im gesamten Gebiet von Grand Casablanca lebten 3.631.061 Menschen (Stand 2004) auf einer Fläche von insgesamt 1.117 km². Die Hauptstadt der Region war Casablanca.
Die Region bestand aus folgenden Präfekturen und Provinzen:
- Médiouna
- Provinz Nouaceur
- Mohammedia
- Casablanca

Seit 2015 gehören alle vier Provinzen zur Region Casablanca-Settat.